# Escudo de Colonia (departamento)
El Escudo de Colonia (Uruguay) se divide en tres cuarteles: el que ocupa la mitad superior es de color azul, y contiene la Cruz del Sur, la constelación más pequeña.
El cuartel inferior izquierdo, de fondo gules, contiene cuatro espigas, que simbolizan los cuatro puntos cardinales, de donde provienen los inmigrantes. El restante cuartel, de fondo plata, contiene una abeja, que simboliza el trabajo.
Fue adoptado en 1978 tras un concurso público realizado por la junta departamental. El proyecto ganador y actual escudo de Colonia fue realizado por Wilfredo Pérez Martínez y Miguel González Cámpora.